# Beuvry-la-Forêt
Beuvry-la-Forêt ist eine französische Gemeinde mit 2.852 Einwohnern (Stand: 1. Januar 2022) im Département Nord in der Region Hauts-de-France. Sie gehört zum Arrondissement Douai und zum Kanton Orchies. Die Einwohner werden Beuvrygeois(es) genannt.

## Geographie
Die Gemeinde Beuvry-la-Forêt liegt auf halbem Weg zwischen den Städten Lille und Valenciennes und etwa 20 Kilometer nordöstlich von Douai. Umgeben wird Beuvry-la-Forêt von den Nachbargemeinden Landas im Norden, Sars-et-Rosières im Osten und Südosten, Tilloy-lez-Marchiennes im Südosten, Marchiennes im Süden, Bouvignies im Südwesten und Westen sowie Orchies im Nordwesten.
Durch die Gemeinde führt die Autoroute A23.

## Bevölkerungsentwicklung
| Jahr      | 1962 | 1968 | 1975 | 1982 | 1990 | 1999 | 2006 | 2011 | 2020 |
| Einwohner | 1814 | 1804 | 1869 | 2175 | 2337 | 2762 | 2818 | 2750 | 2817 |

## Sehenswürdigkeiten
- Kirche Saint-Martin aus dem 18. Jahrhundert
- Mühle Buret aus dem 18. Jahrhundert
- zahlreiche Bauernhöfe in flämischer Bauart aus dem 18. und 19. Jahrhundert
- Staatswald Marchiennes

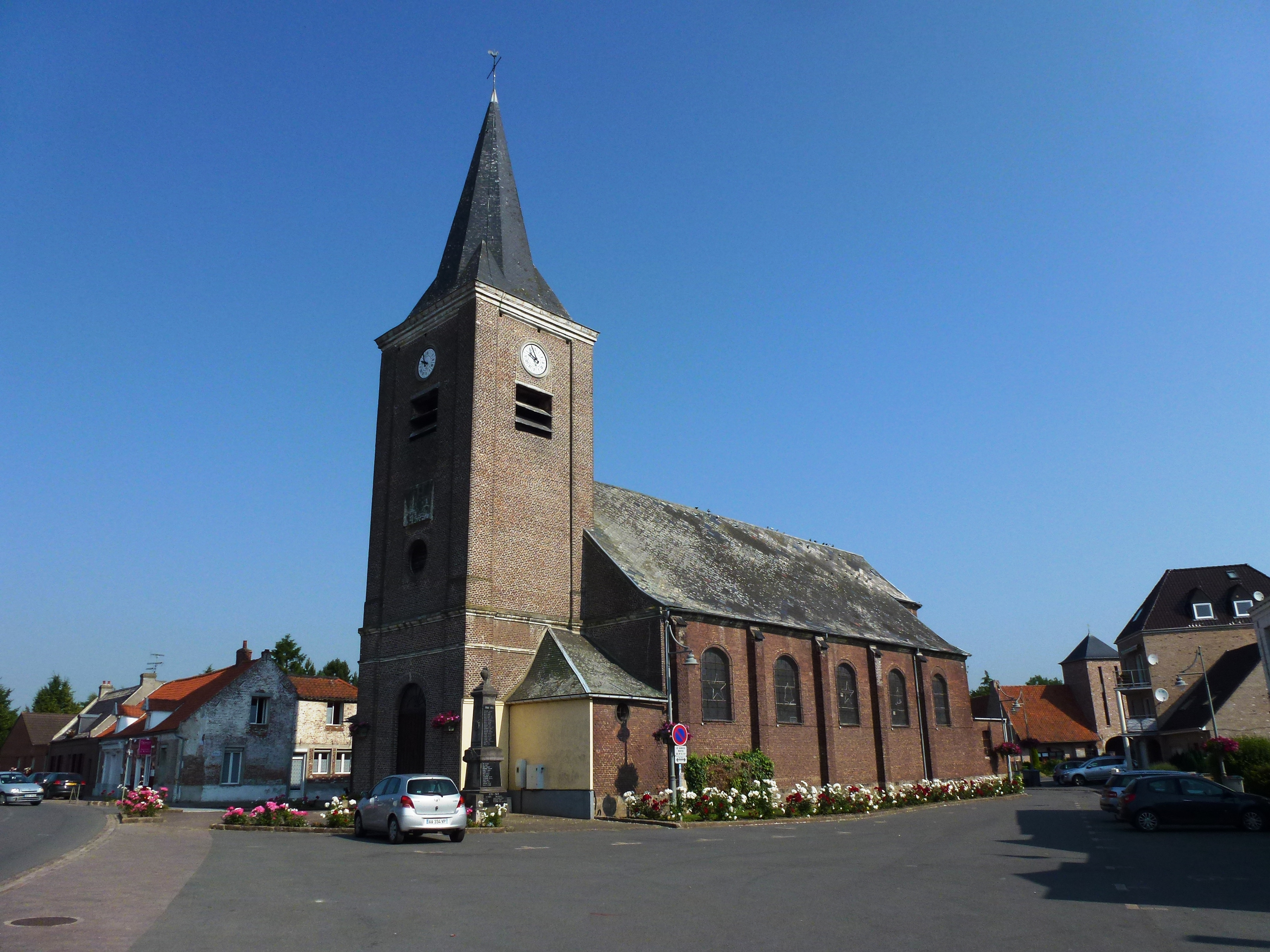
Kirche Saint-Martin
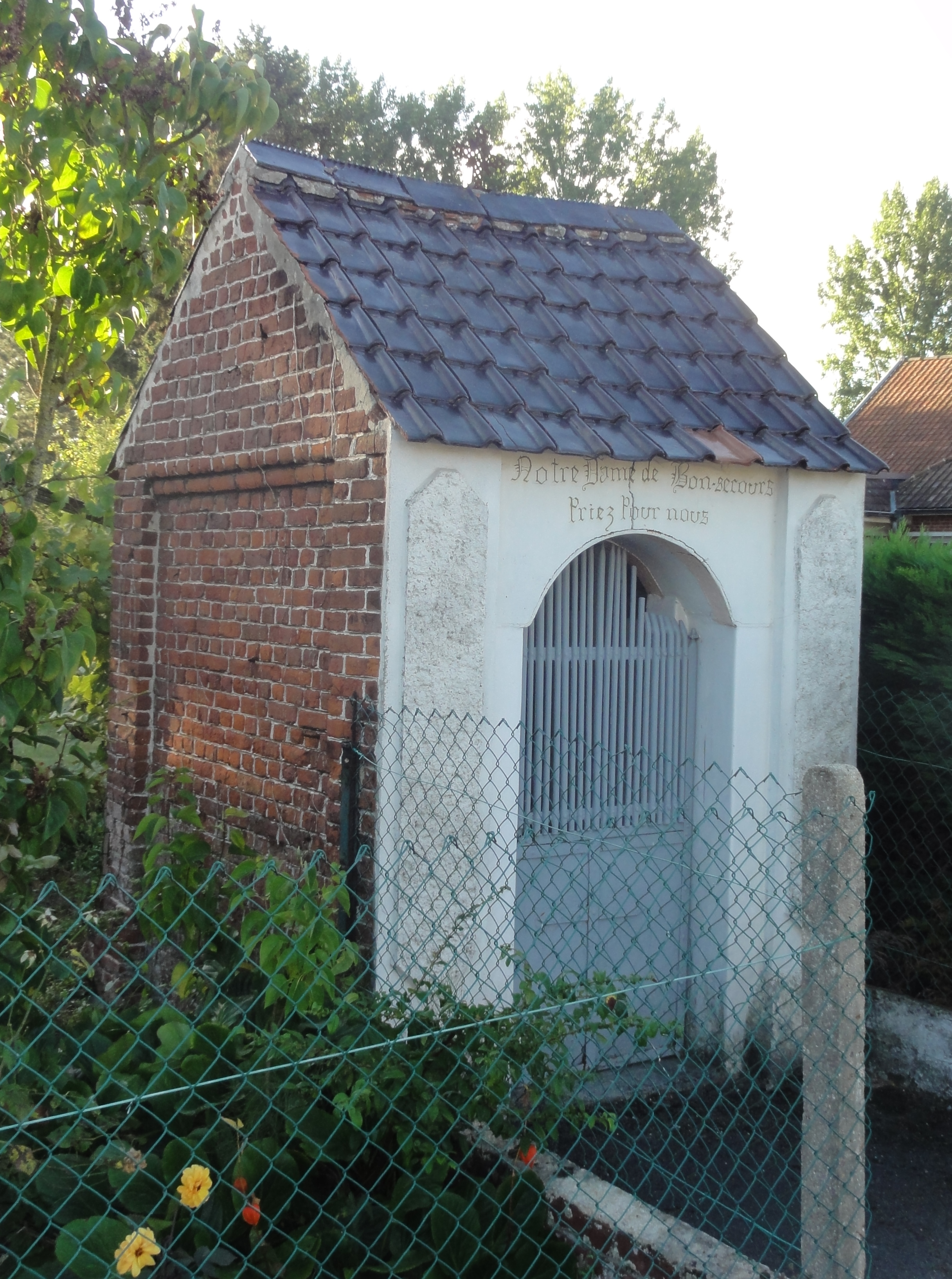
Kapelle Notre-Dame-de-Bon-Secours
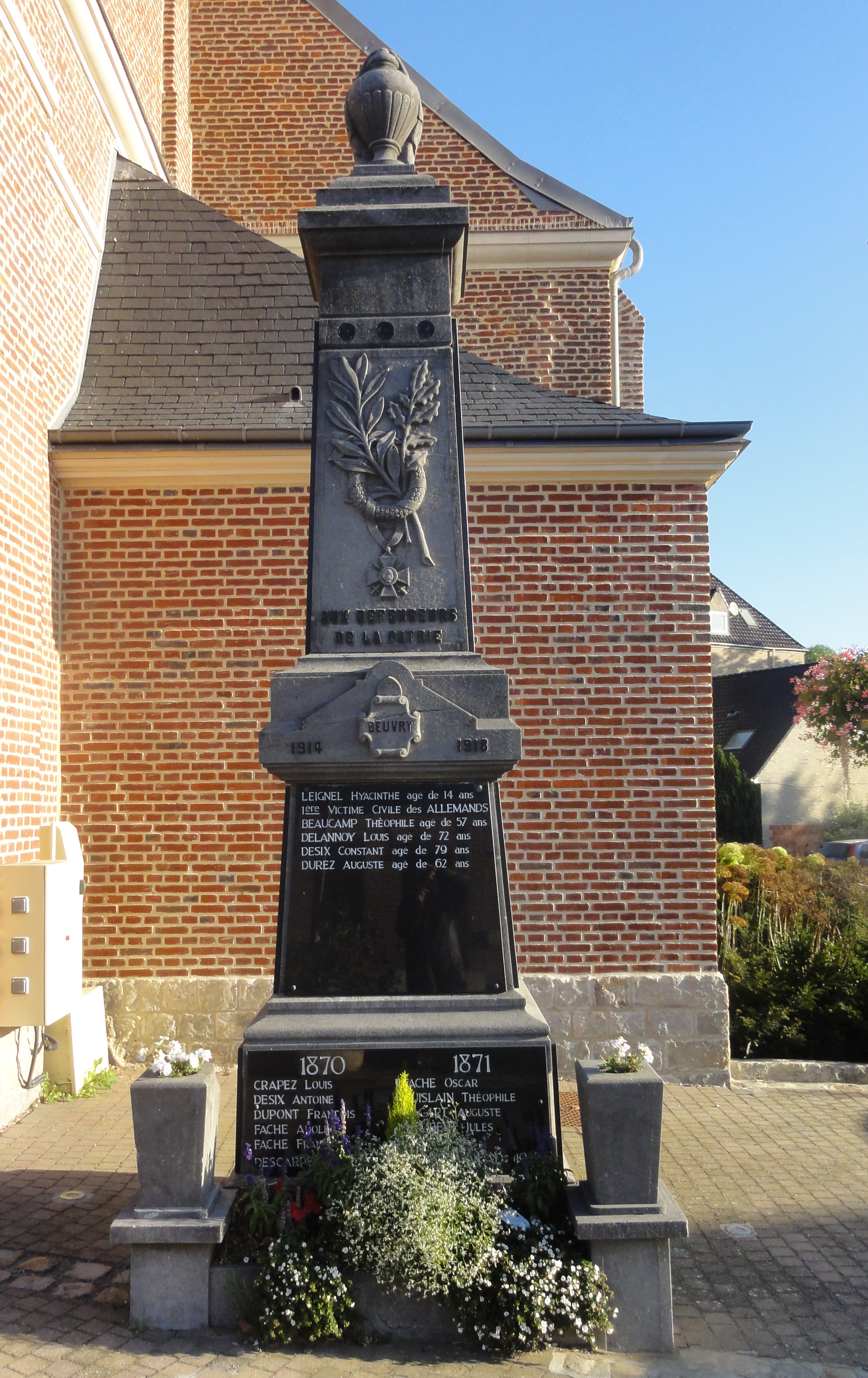
Gefallenendenkmal
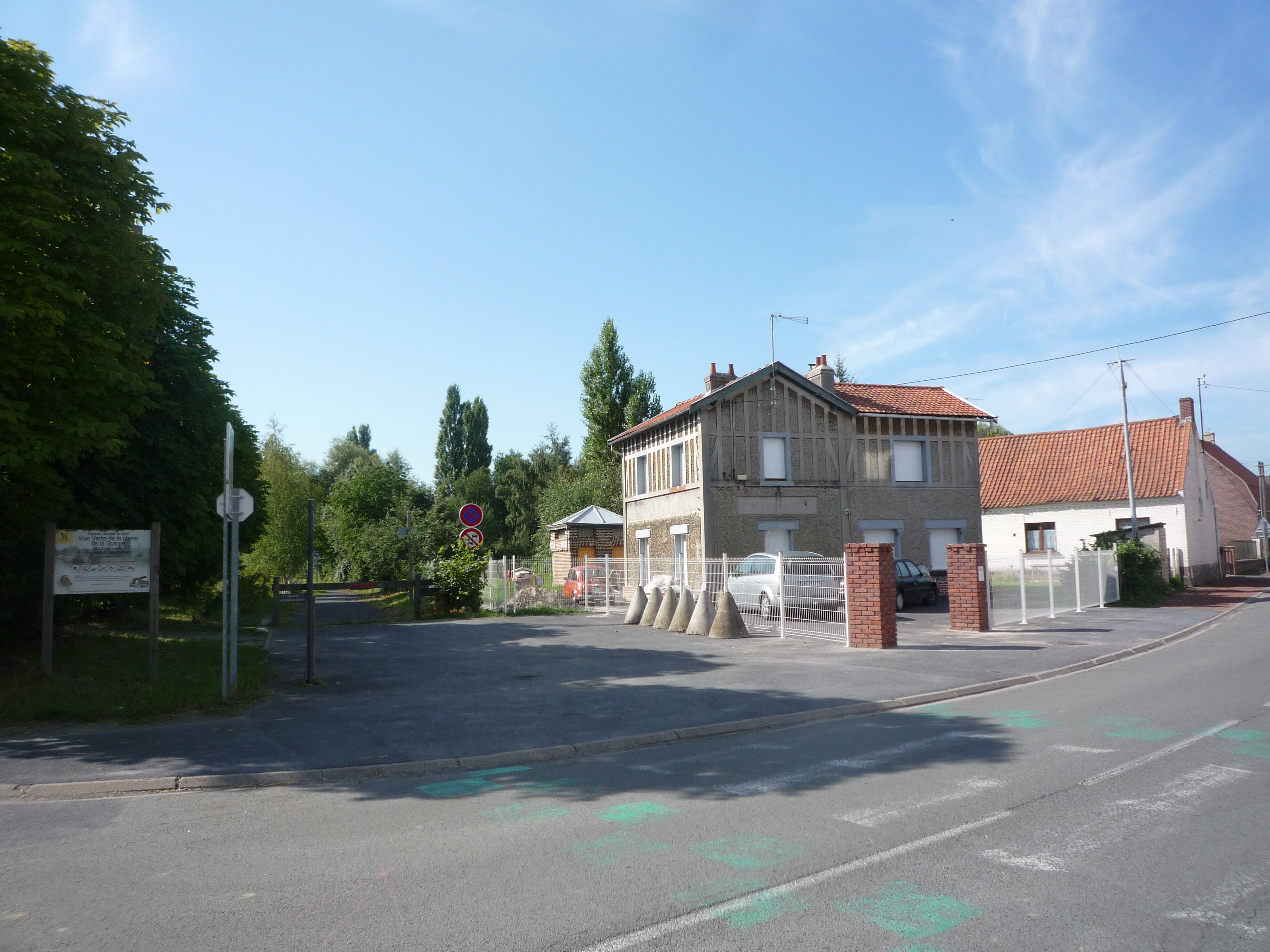
Bahnhof